# Universidade privada
Universidade privada ou particular é uma instituição de ensino superior com a natureza de universidade, criada por um ente privado como uma empresa, uma cooperativa, uma fundação privada, ou uma associação.

## Regime jurídico
As normas legais a que as universidades privadas estão sujeitas variam de país para país.

### Portugal
Em Portugal, as regras a que estão sujeitas as universidades privadas, bem como as restantes instituições de ensino superior privadas, encontram-se fixadas pela Lei de Bases do Sistema Educativo e pelo Regime Jurídico das Instituições de Ensino Superior, aprovado pela Lei n.º 62/2007, de 10 de setembro, e são semelhantes às aplicáveis às instituições de ensino superior públicas da mesma natureza.

### Brasil

#### FIES
No Brasil, uma das formas de fomento ao ensino particular é o FIES, um programa social do MEC, criado em 1999, destinado a financiar a graduação na educação superior de estudantes matriculados em instituições não gratuitas. O aluno passa por uma triagem, e uma vez comprovada baixa renda e outros critérios, é aprovado para financiamento pelo governo. Algumas faculdades utilizavam-se de um mecanismo onde alunos aprovados pelo governo para financiamento pelo FIES pagavam mais caro pelo curso em relação a alunos sem FIES.